# Lyman U. Humphrey
Lyman Underwood Humphrey (25 de julho de 1844 – 12 de setembro de 1915) foi o 11º Governador do Kansas.

## Primeiros anos
Humphrey nasceu em New Baltimore, Ohio, filho de Lyman e Elizabeth (Everhart) Humphrey, um dos dois filhos do casal. Seu pai nasceu em Connecticut, mas mudou-se para Deerfield, Ohio, onde comprou um curtume anteriormente de propriedade de Jesse Grant (pai de Ulysses S. Grant). O pai de Humphrey abandonou o negócio de curtume após vários anos e começou a exercer a advocacia. Seu pai morreu em 1853 e por influência de sua mãe, Humphrey recebeu educação em escola pública primeiro em New Baltimore e depois no ensino médio em Massillon, Ohio. Deixou a escola em 1861 para se juntar ao 76º Regimento de Infantaria de Ohio. Mais tarde, recebeu seu J.D. da Universidade de Michigan em 1867.

## Guerra Civil
O 76º Regimento de Ohio fazia parte do Exército do Tennessee. Humphrey subiu de posto rapidamente e foi promovido a primeiro-tenente. Participou de vinte e sete batalhas e conflitos, incluindo Fort Donelson, Shiloh, Corinto, o cerco de Vicksburg, Resaca e Atlanta. O regimento participou da Marcha ao Mar e pelas Carolinas até a batalha de Bentonville. Em Ringgold Gap, no dia 27 de novembro de 1863, Humphrey foi ferido, mas não deixou de cumprir sua função devido ao ferimento. Foi dispensado com o regimento em Louisville, Kentucky, no dia 19 de julho de 1865.

## Vida pessoal
Humphrey casou-se com Amanda Leonard no dia 25 de dezembro de 1872, em Beardstown, Illinois. Tiveram quatro filhos, dois dos quais morreram na infância.

## Carreira profissional
Após a Guerra Civil, Humphrey frequentou o Mount Union College por um ano, seguido de um ano no departamento de direito da Universidade de Michigan. Com pouco dinheiro, Humphrey abandonou os estudos, mas foi aceito na Ordem de Ohio em 1868. Mudou-se para o Condado de Shelby, em Missouri, onde tornou-se professor e editor do jornal Shelby County Herald. Humphrey foi aceito na Ordem do Missouri em 1870.
No ano seguinte, Humphrey mudou-se para Independence, no Kansas, onde exerceu a advocacia e fundou o jornal South Kansas Tribune. Abandonou o jornal um ano depois e se dedicou integralmente à advocacia, até dezembro de 1872, quando ajudou a fundar o Commercial Bank of Independence. Humphrey tornou-se presidente do banco e ajudou a reorganizá-lo em 1891 como Commercial National Bank. Continuou no banco até ser eleito governador.

## Político
Humphrey era um fiel Republicano e atuava ativamente na política partidária em todos os estados onde morou. Em 1872, candidatou-se sem sucesso à Câmara dos Representantes do Kansas, pois era contrário à emissão de títulos ferroviários. Quatro anos depois, foi eleito por esmagadora maioria para representar o Condado de Montgomery na Câmara dos Representantes do Kansas. Antes do término de seu mandato, Humphrey foi nomeado o nono vice-governador para ocupar a vaga deixada por Melville J. Salter. Durante as eleições regulares de 1878, foi eleito para o mesmo cargo por uma margem de 40.000 votos. Humphrey terminou seu mandato como vice-governador e foi eleito para o Senado do Kansas em 1884.

## Governador do Kansas
Humphrey candidatou-se a governador em 1888 e ganhou o cargo com a maior pluralidade de votos já registrada em Kansas até então; obteve a maioria dos votos em todos os condados, exceto dois. Derrotou o candidato Democrata John Martin (não o confunda com o ex-Governador Republicano do Kansas, John A. Martin). Humphrey foi reeleito para um segundo mandato em 1890.

## Vida posterior
Após seu mandato como governador, Humphrey voltou a exercer a advocacia. Em 1892, concorreu sem sucesso à Câmara dos Representantes dos Estados Unidos. Humphrey morreu em Independence no dia 12 de setembro de 1915 e está enterrado no Cemitério Mount Hope.